# Casa Blanca, Hueypoxtla
Casa Blanca, även benämnd Ex-Hacienda Casa Blanca, är ett samhälle i Mexiko, tillhörande kommunen Hueypoxtla i norra delen av delstaten Mexiko. Orten hade 426 invånare vid folkräkningen 2010.